# Antoni Ribas Prats
Antoni Ribas Prats (Palma, 1883 - Deià, 1931) fou un pintor mallorquí impressionista.
Fou fill del també pintor Antoni Ribas Oliver (1845-1911), patriarca del paisatgisme mallorquí, i va estudiar a l'Escola de Belles Arts de Palma.
Va exposar les seves obres a l'Argentina i Xile. La seva obra, d'estil impressionista està basada sobretot en el paisatge de Deià i del seu entorn. Morí a Deià l'any 1931 i és enterrat en el cementiri d'aquesta vila.